# L'Horreur dans le musée (recueil)
L'Horreur dans le musée (titre original : The Horror in the Museum and Other Revisions) est une anthologie regroupant les travaux de l'auteur américain H. P. Lovecraft comme nègre littéraire, publiée aux États-Unis en 1970. Elle est composée de 20 nouvelles réunies par August Derleth.
L'Anthologie est publiée en France en deux volumes aux éditions Christian Bourgois en 1975, avec une traduction de Jacques Parsons.
Le tome 2 est retitré L'Horreur dans le cimetière lors de sa réédition chez Pocket en 1984.

## Les révisions de Lovecraft
Selon Francis Lacassin, dans l'introduction de l'anthologie, les révisions de Lovecraft se répartissent en trois groupes, suivant le degré d'intervention de l'auteur :
- Lovecraft corrige le style et remanie le texte sans bouleverser sa structure (dans ce volume, les trois textes de Clifford M. Eddy Jr., les deux de Sonia Greene, et L'Homme de pierre de Hazel Heald).
- L'apport de Lovecraft dans la rhétorique et la thématique fait de lui un véritable coauteur (dans ce volume, les deux textes d'Elisabeth Berkeley, celui de William Lumley, ainsi que La Mort ailée, Surgi du fond des siècles et L'Horreur dans le musée de Hazel Heald).
- L'apport de Lovecraft est si important que le texte final est très éloigné de celui apporté par le client, faisant de lui le seul véritable auteur (les nouvelles de Zealia Bishop présentes dans le tome 2).
L'intégralité des révisions de Lovecraft est publiée dans le tome 2 de l'œuvre consacrée à l'auteur dans la collection Bouquins des Éditions Robert Laffont.

## Différentes éditions françaises
- Christian Bourgois, troisième trimestre 1975.
- France Loisirs, août 1977.
- Pocket, juin 1984, coll. Littérature - Best. Réédité dans la collection Science-fiction/Fantasy en 1988, 1991, 1996[2].

## Contenu
- August Derleth, Les « Révisions » de Lovecraft (Lovecraft's “Revisions”) 
 Préface
- Francis Lacassin, H.P. Lovecraft : « nègre » littéraire ou accoucheur de talent ? 
 Introduction
- Elisabeth Berkeley et H. P. Lovecraft 1, En rampant dans le chaos (The Crawling Chaos)
Première publication dans The United Amateur, 1920
- Elisabeth Berkeley et H. P. Lovecraft 1, La Verte Prairie (The Green Meadow)
Première publication dans The Vagrant, 1927
- Sonia Greene, Le Monstre invisible 2 (The Invisible Monster)
Première publication dans Weird Tales, novembre 1923
- Sonia Greene, Quatre Heures (Four O'Clock)
Première publication dans le recueil Something About Cats and Other Pieces, Arkham House, 1949
- Hazel Heald, L'Homme de pierre (The Man of Stone)
Première publication dans Weird Tales, octobre 1932
- Hazel Heald, La Mort ailée (The Winged Death)
Première publication dans Weird Tales, mars 1934
- Clifford M. Eddy Jr., Le Nécrophile (The Loved Dead)
Première publication dans Weird Tales, mai-juin-juillet 1924
- Clifford M. Eddy Jr., Sourd, muet et aveugle (Deaf, Dumb and Blind)
Première publication dans Weird Tales, avril 1925
- Clifford M. Eddy Jr., Le Mangeur de spectres (The Ghost-Eater)
Première publication dans Weird Tales, avril 1924
- Robert H. Barlow, Jusqu'à ce que toutes les mers... (Till All the Seas)
Première publication dans The Californian, 1935
- Hazel Heald, L'Horreur dans le musée (The Horror in the Museum)
Première publication dans Weird Tales, juillet 1933
- Hazel Heald, Surgi du fond des siècles (Out of the Eons)
Première publication dans Weird Tales, avril 1935
- William Lumley, Le Journal d'Alonso Typer (The Diary of Alonso Typer)
Première publication dans Weird Tales, février 1938
- Francis Lacassin, Bibliographie des « révisions » de H.P. Lovecraft.

1 sous le pseudonyme de Lewis Theobald Jr.
2 retitré plus tard Horreur à Martin Beach
- La nouvelle L'Horreur dans le cimetière de Hazel Heald apparaissait dans le premier tome de l'édition originale chez Bourgois. Elle a été transférée dans le tome 2 qui a pris le titre de cette nouvelle lors de la réédition chez Pocket.